# Fredrik Modéus

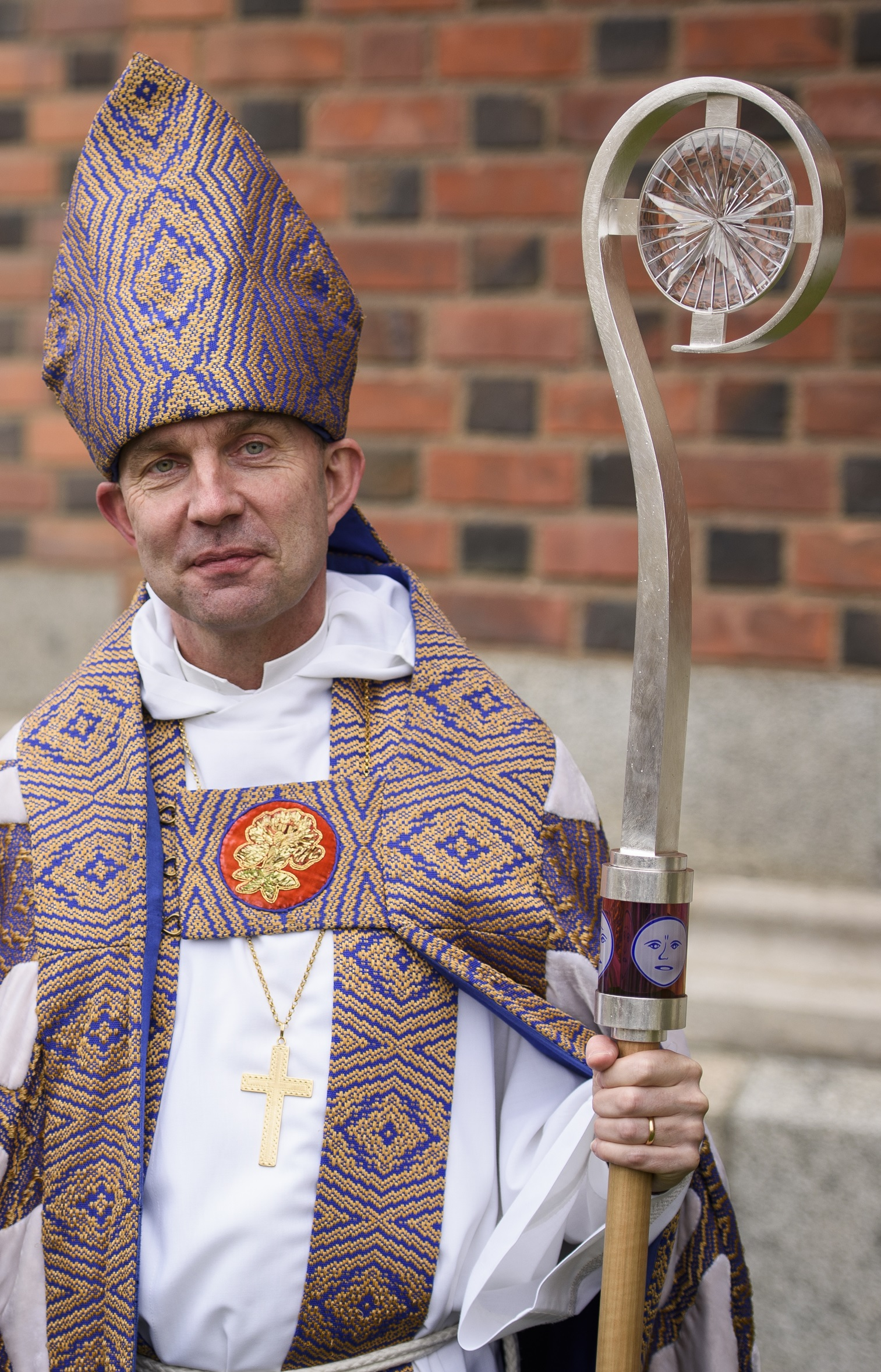
Fredrik Modéus bei seiner Bischofsweihe am 12. April 2015

Fredrik Modéus (* 19. Oktober 1964 in Jönköping) ist ein schwedischer Theologe und seit 2015 der 59. Bischof des lutherischen Bistums Växjö in Schweden.

## Leben
Modéus wurde 1991 ordiniert und arbeitete in verschiedenen Gemeindepfarrstellen, u. a. ab 2000 an der Helgeandskyrkan und ab 2014 als Hauptpastor (kyrkoherde) der Domgemeinde in Lund. Am 1. April 2014 unterlag er bei der Wahl zum Bischof von Lund, und somit zum Nachfolger von Antje Jackelén, gegen Johan Tyrberg. Im Dezember 2014 wurde Modéus zum Bischof von Växjö gewählt und am 12. April 2015 von Jackelén, nun Erzbischöfin von Uppsala, als Nachfolger von Jan-Olof Johansson zum Bischof geweiht. Seine Einführung fand eine Woche später in Växjö statt. Sein Wahlspruch lautete: Guds nåd är allt du behöver (deutsch Gottes Gnade ist alles was du brauchst, nach 2. Korinther 12).
Modéus veröffentlichte mehrere Arbeiten zu Themen der Gemeindeentwicklung und wurde 2015 aufgrund einer Dissertation zur Gottesdienstgemeinschaft in der Schwedischen Kirche zum Dr. theol. promoviert. Sein älterer Bruder Martin Modéus ist Bischof von Linköping. Er ist verheiratet und hat drei Kinder.